# Естера Добре
Естера Добре (рум. Estera Dobre; нар. 10 лютого 1987, Римніку-Вилча) — румунська борчиня вільного стилю, п'ятиразова срібна призерка чемпіонатів Європи, учасниця Олімпійських ігор.

## Біографія
Боротьбою почала займатися з 2002 року. Була бронзовою призеркою чемпіонату Європи 2005 серед юніорів. За результатами допінг-проби після Чемпіонату Європи 2013 року була позбавлена срібної нагороди, що виборола на цих змаганнях, і дискваліфікована.

## Спортивні результати на міжнародних змаганнях

### Виступи на Олімпіадах
| Змагання                    | Збірна  | Вагова категорія          | Місце |
| --------------------------- | ------- | ------------------------- | ----- |
| Літні Олімпійські ігри 2008 | Румунія | жіноча боротьба, до 48 кг | 10    |

### Виступи на Чемпіонатах світу
| Змагання                        | Збірна  | Вагова категорія          | Місце |
| ------------------------------- | ------- | ------------------------- | ----- |
| Чемпіонат світу з боротьби 2005 | Румунія | жіноча боротьба, до 51 кг | 13    |
| Чемпіонат світу з боротьби 2008 | Румунія | жіноча боротьба, до 48 кг | 19    |
| Чемпіонат світу з боротьби 2009 | Румунія | жіноча боротьба, до 48 кг | 15    |
| Чемпіонат світу з боротьби 2010 | Румунія | жіноча боротьба, до 51 кг | 7     |
| Чемпіонат світу з боротьби 2011 | Румунія | жіноча боротьба, до 51 кг | 20    |
| Чемпіонат світу з боротьби 2012 | Румунія | жіноча боротьба, до 48 кг | 7     |
| Чемпіонат світу з боротьби 2017 | Румунія | жіноча боротьба, до 53 кг | 5     |
| Чемпіонат світу з боротьби 2018 | Румунія | жіноча боротьба, до 53 кг | 16    |

### Виступи на Чемпіонатах Європи
| Змагання                         | Збірна  | Вагова категорія          | Місце                  |
| -------------------------------- | ------- | ------------------------- | ---------------------- |
| Чемпіонат Європи з боротьби 2007 | Румунія | жіноча боротьба, до 51 кг | Срібло                 |
| Чемпіонат Європи з боротьби 2008 | Румунія | жіноча боротьба, до 51 кг | 5                      |
| Чемпіонат Європи з боротьби 2009 | Румунія | жіноча боротьба, до 48 кг | Срібло                 |
| Чемпіонат Європи з боротьби 2010 | Румунія | жіноча боротьба, до 51 кг | Срібло                 |
| Чемпіонат Європи з боротьби 2011 | Румунія | жіноча боротьба, до 51 кг | Срібло                 |
| Чемпіонат Європи з боротьби 2012 | Румунія | жіноча боротьба, до 48 кг | Срібло                 |
| Чемпіонат Європи з боротьби 2013 | Румунія | жіноча боротьба, до 51 кг | Срібло дискваліфікація |
| Чемпіонат Європи з боротьби 2016 | Румунія | жіноча боротьба, до 53 кг | 5                      |
| Чемпіонат Європи з боротьби 2017 | Румунія | жіноча боротьба, до 53 кг | 9                      |
| Чемпіонат Європи з боротьби 2018 | Румунія | жіноча боротьба, до 53 кг | 10                     |

### Виступи на Європейських іграх
| Змагання              | Збірна  | Вагова категорія          | Місце |
| --------------------- | ------- | ------------------------- | ----- |
| Європейські ігри 2015 | Румунія | жіноча боротьба, до 53 кг | 9     |

### Виступи на Кубках світу
| Змагання                    | Збірна  | Вагова категорія | Місце |
| --------------------------- | ------- | ---------------- | ----- |
| Кубок світу з боротьби 2018 | Румунія | команда          | 7     |

### Виступи на інших змаганнях
| Змагання                                                        | Збірна  | Вагова категорія          | Місце  |
| --------------------------------------------------------------- | ------- | ------------------------- | ------ |
| Олімпійський кваліфікаційний турнір з боротьби 2008 (Едмонтон)  | Румунія | жіноча боротьба, до 48 кг | Бронза |
| Олімпійський кваліфікаційний турнір з боротьби 2008 (Хапаранда) | Румунія | жіноча боротьба, до 48 кг | Срібло |
| Турнір Дана Колова — Николи Петрова 2009                        | Румунія | жіноча боротьба, до 48 кг | Золото |
| Турнір Дана Колова — Николи Петрова 2010                        | Румунія | жіноча боротьба, до 51 кг | Срібло |
| Гран-прі Німеччини з боротьби 2010                              | Румунія | жіноча боротьба, до 51 кг | Срібло |
| Турнір Яшара Догу 2011                                          | Румунія | жіноча боротьба, до 51 кг | Золото |
| Золотий Гран-прі з боротьби 2011 (Баку)                         | Румунія | жіноча боротьба, до 51 кг | 9      |
| Меморіал Іона Корнеану 2011                                     | Румунія | жіноча боротьба, до 51 кг | Золото |
| Henri Deglane Challenge 2011                                    | Румунія | жіноча боротьба, до 48 кг | Золото |
| Турнір Дана Колова — Николи Петрова 2012                        | Румунія | жіноча боротьба, до 48 кг | 5      |
| Олімпійський кваліфікаційний турнір з боротьби 2012 (Софія)     | Румунія | жіноча боротьба, до 48 кг | 5      |
| Олімпійський кваліфікаційний турнір з боротьби 2012 (Тайюань)   | Румунія | жіноча боротьба, до 48 кг | Бронза |
| Олімпійський кваліфікаційний турнір з боротьби 2012 (Гельсінкі) | Румунія | жіноча боротьба, до 48 кг | Бронза |
| Вогні Москви 2012                                               | Румунія | жіноча боротьба, до 51 кг | 5      |
| Турнір Дана Колова — Николи Петрова 2013                        | Румунія | жіноча боротьба, до 51 кг | Бронза |
| Henri Deglane Challenge 2015                                    | Румунія | жіноча боротьба, до 53 кг | Бронза |
| Klippan Lady Open 2016                                          | Румунія | жіноча боротьба, до 53 кг | 5      |
| Олімпійський кваліфікаційний турнір з боротьби 2016 (Зренянин)  | Румунія | жіноча боротьба, до 53 кг | 8      |
| Турнір міста Сассарі з боротьби 2017                            | Румунія | жіноча боротьба, до 53 кг | Бронза |
| Відкритий чемпіонат Польщі з боротьби 2017                      | Румунія | жіноча боротьба, до 53 кг | 14     |
| Меморіал Іона Корнеану і Ладислава Сімона 2017                  | Румунія | жіноча боротьба, до 53 кг | 5      |
| Кубок Алроси 2017                                               | Румунія | команда                   | Срібло |
| Klippan Lady Open 2018                                          | Румунія | жіноча боротьба, до 55 кг | 9      |
| Відкритий чемпіонат Китаю з боротьби 2018                       | Румунія | жіноча боротьба, до 53 кг | 8      |

### Виступи на змаганнях молодших вікових груп
| Змагання                                       | Збірна  | Вагова категорія          | Місце  |
| ---------------------------------------------- | ------- | ------------------------- | ------ |
| Чемпіонат Європи з боротьби серед кадетів 2003 | Румунія | жіноча боротьба, до 49 кг | 8      |
| Чемпіонат Європи з боротьби серед кадетів 2004 | Румунія | жіноча боротьба, до 49 кг | 6      |
| Чемпіонат світу з боротьби серед юніорів 2005  | Румунія | жіноча боротьба, до 51 кг | 14     |
| Чемпіонат Європи з боротьби серед юніорів 2005 | Румунія | жіноча боротьба, до 51 кг | Бронза |
| Чемпіонат Європи з боротьби серед юніорів 2006 | Румунія | жіноча боротьба, до 51 кг | 5      |